# الوتشلوي عليا
الوتشلوي عليا هي قرية في مقاطعة تكاب، إيران. يقدر عدد سكانها بـ 108 نسمة بحسب إحصاء 2016.